# Rozhledna Na Kalníku
Rozhledna Na Kalníku slovensky Rozhľadňa Na Kalníku, je rozhledna na území obce Belá-Dulice v okrese Martin na Slovensku. Geograficky se nachází v geomorfologickém celku Turčianská kotlina v regionu Turiec v Žilinském kraji.

## Historie a popis
Rozhledna Na Kalníku je malá dřevěná, příhradová, jednopodlažní a zastřešená věžová stavba s výškou cca 7 m, která se nachází v nadmořské výšce 598 m. Má jednu vyhlídkovou plošinu ve výšce cca 3,5 m, která je ohraničena zábradlím. Byla postavena v roce 2012 a stojí u silnice mezi vesnicemi Horné Jaseno a Belá-Dulice. Společně s blízkými rozhlednami podobné konstrukce, kterými jsou rozhledna Na Tŕní a rozhledna Na Brotnici, vznikly v rámci jednoho projektu. Rozhledna nabízí výhledy na blízké obce, rozhlednu Na Tŕní, Turčianskou kotlinu, hřebeny Malé Fatry a Velké Fatry a na pohoří Žiar, jež tvoří jižní hranici Turčianské kotliny. Pod rozhlednou je dřevěné posezení a u rozhledny je turistický rozcestník, ohniště a informační tabule.

## Další informace
Rozhledna je celoročně volně přístupná a nachází se u cyklotrasy Turčianska cyklomagistrála a dalších cyklotras.

## Galerie

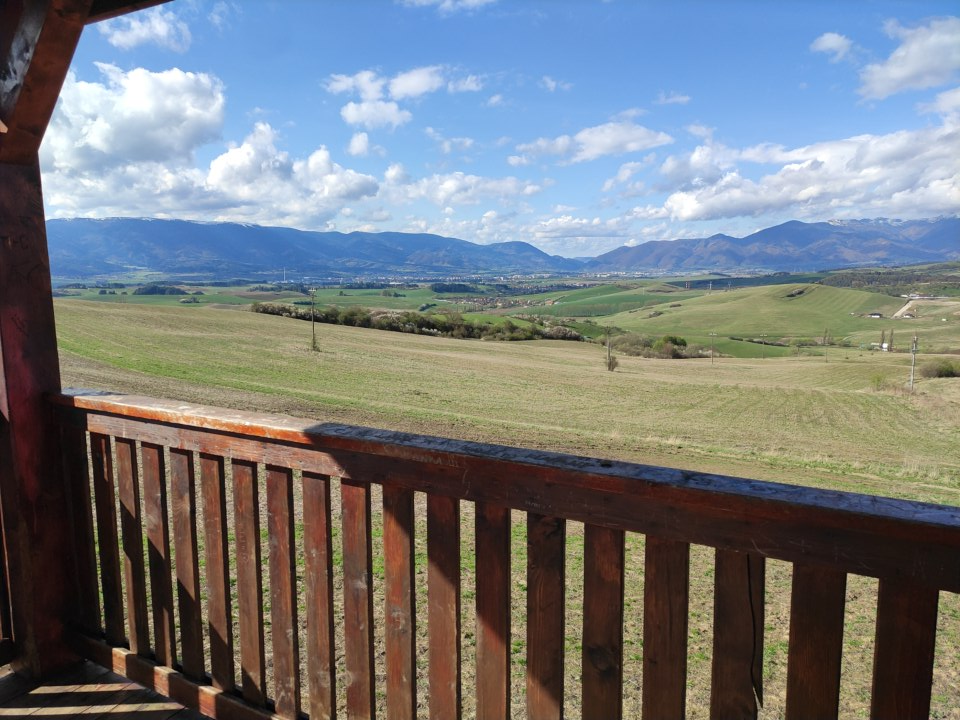
Výhled z rozhledny
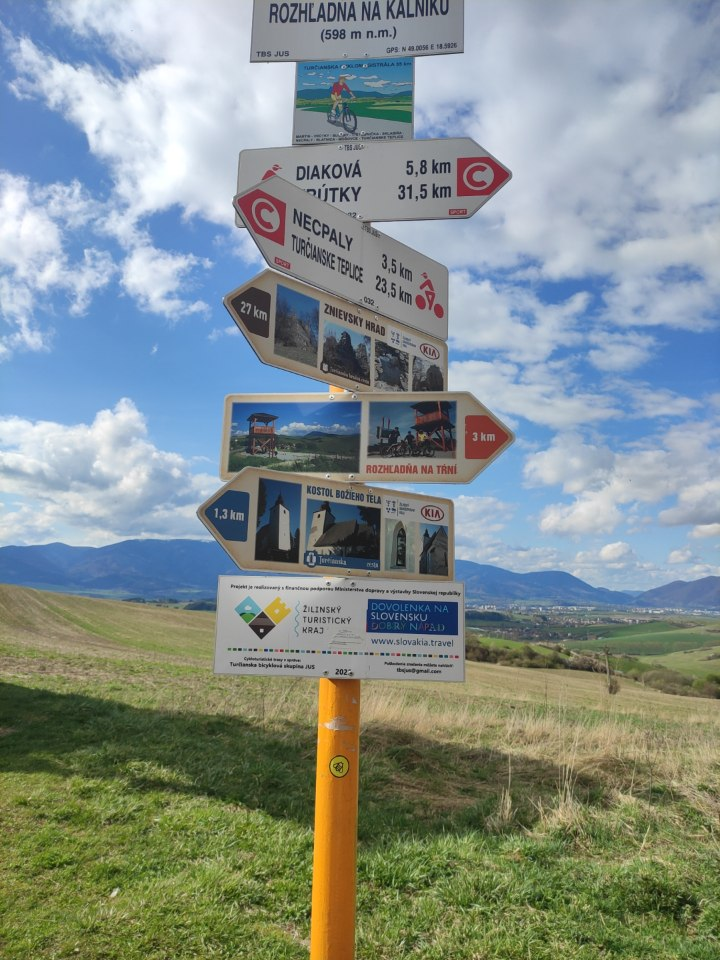
Turistický rozcestník u rozhledny